# Viktoriya Bondar
Viktoriya Bondar –en ucraniano, Вікторія Бондар– (Járkov, 25 de septiembre de 1995) es una deportista ucraniana que compite en ciclismo en las modalidades de pista y ruta. Ganó una medalla de bronce en el Campeonato Europeo de Ciclismo en Pista de 2020, en la prueba de persecución por equipos.

## Medallero internacional
| Campeonato Europeo | Campeonato Europeo  | Campeonato Europeo | Campeonato Europeo      |
| Año                | Lugar               | Medalla            | Competición             |
| ------------------ | ------------------- | ------------------ | ----------------------- |
| 2020               | Plovdiv ( Bulgaria) | Medalla de bronce  | Persecución por equipos |